# 克努兹·伯厄·奥弗高
克努兹·伯厄·奥弗高（丹麥語：Knud Børge Overgaard，1918年3月21日—1985年10月20日），丹麦男子足球运动员，场上位置是后卫。他曾代表丹麦国奥队参加1948年夏季奥林匹克运动会足球比赛，获得一枚铜牌。